# Taribo West
Taribo West (Port Harcourt, 1974. március 26. –) nigériai válogatott labdarúgó.

## Fordítás
- Ez a szócikk részben vagy egészben  a   Taribo West című angol Wikipédia-szócikk fordításán alapul.  Az eredeti cikk szerkesztőit annak laptörténete sorolja fel. Ez a jelzés csupán a megfogalmazás eredetét és a szerzői jogokat jelzi, nem szolgál a cikkben szereplő információk forrásmegjelöléseként.